# Drijenjani
Drijenjani (cyr. Дријењани) – wieś w Bośni i Hercegowinie, w Republice Serbskiej, w mieście Trebinje. W 2013 roku liczyła 7 mieszkańców.